# Papa (roman)
Pour les articles homonymes, voir Papa.
Papa est un roman de Régis Jauffret publié le 2 janvier 2020 aux éditions du Seuil, où la grande histoire a croisé la vie de son père, Alfred Jauffret, dont il n'était pas très proche. Ce livre montre une autre facette de l’œuvre de l'écrivain et en montre les fragilités, les questionnements, les douleurs. « Un grand roman. Un roman plein de réel plus fort que le réel. Un roman plein de violence plus fort que la violence. Un roman plein de mort plus fort que la mort. », écrit Sarah Chiche dans Le Nouveau Magazine littéraire.

## Résumé
Le point de départ du roman est un documentaire intitulé « Voilà Marseille » vu en 2018 par le narrateur Régis Jauffret à la télévision. On y voit un homme menotté sortant en 1943 de l’immeuble marseillais où l’écrivain a passé son enfance. Après vérifications, il semble bien que cet homme soit son père, Alfred Jauffret. Le romancier va alors s'interroger sur ce qu'il connaissait de son père, qui n'était pour lui que son géniteur. « Papa » était-il coupable ? A-t-il été un résistant, un collaborateur ? A-t-il été libéré parce qu'il avait parlé ou au contraire, s'était tu ? Était-il un héros ou un salaud ?
Aucune de ces hypothèses n’a jamais été évoquée dans la famille, le narrateur n'a jamais su que son père a eu affaire à l'occupant.
Pendant sa détention, Alfred Jauffret a été mis sous neuroleptiques. Il en est revenu sourd et bipolaire. En s'intéressant à une figure problématique de son enfance, l'auteur permet  – par la fiction romanesque –, de redonner corps, entre souvenirs et hypothèses, à celui qu'il ne considérait que comme son géniteur.
Papa invite à plonger dans ce qui façonne les racines du sentiment filial, leur part de fiction et de mémoire intriquées jusqu’à se confondre. Le magazine Transfuge dit de ce texte qu'il révèle « l'énergie du désespoir, mais aussi une belle vitalité comique, satirique. »

## Accueil critique
Ce livre reçoit un accueil positif de la part des médias. Jérôme Garcin dans L'Obs rappelle la réception de plusieurs de ses fictions : « l’auteur de" Microfictions" s’est tellement gardé de parler de lui, il a si peu évoqué ses origines marseillaises, il a pris un tel soin à entretenir, sur le papier, sa redoutable méchanceté et se faire les incisives sur quelques infréquentables – Edouard Stern, Joseph Fritzl ou DSK – qu’on le croyait définitivement allergique à l’autofiction, à l’abri de toute nostalgie et vacciné contre la bienveillance. » L'Humanité cite « un saisissant portrait, véritable tombeau littéraire, qui peu à peu surgit de ces pages. Mêlant les quelques éléments connus de l’histoire paternelle aux hypothèses diverses qu’il fait tour à tour surgir, Régis Jauffret compose une œuvre bouleversante, qui tient à la fois de la déploration et de l’image mythifiée. » À son passage à La Grande Librairie, il donne l'hypothèse que ces 7 secondes où apparaît son père dans ce reportage était une vidéo de propagande, puisqu'on y voit plusieurs plans filmés plusieurs fois et d'un angle différent. Une petite-fille de Résistants, à la suite de contacts avec le réalisateur du documentaire « La Police de Vichy » et avec l’ECPAD, a livré un démenti argumenté à la version d’une arrestation « vraie », la seule retenue par Régis Jauffret. De fait, la séquence à l’origine de ce récit provient d’un film de propagande pro-nazie dans lequel le père de Jauffret a joué volontairement.
Il est finaliste du Prix RTL-LIRE et dans la sélection du Prix du Livre Inter 2020.